# Liste der Wappen im Landkreis Dachau
Die Liste der Wappen im Landkreis Dachau zeigt die Wappen der Gemeinden im bayerischen Landkreis Dachau.

## Landkreis Dachau

Landkreis Dachau Unter mit bayerischen Rauten belegten Schildhaupt in Silber ein roter Zickzackbalken.
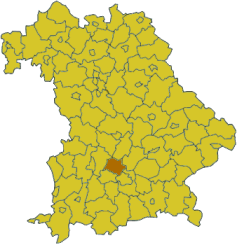
Lage des Landkreises Dachau in Bayern
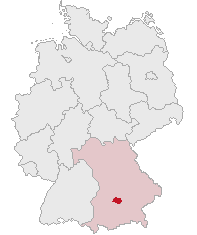
Lage des Landkreises Dachau in Deutschland

## Wappen der Städte, Märkte und Gemeinden

Markt Altomünster In Blau der wachsende, golden nimbierte heilige Alto mit silberner Mitra, silbernem Mantel und rotem Gewand, eine eintürmige, rot bedachte silberne Kirche haltend; unterhalb dieser ein goldenes Schildchen, darin eine schwarze heraldische Lilie.
Gemeinde Bergkirchen In Rot auf einem mit zwei schmalen blauen Wellenbalken belegten silbernen Hügel die silberne Kirche von Bergkirchen in Seitenansicht.
Große Kreisstadt Dachau In Blau drei zwei zu eins gestellte Schildchen; 1 in Rot ein silberner Sporn, 2 in Schwarz ein links gewendeter, rot gekrönter und rot bewehrter goldener Löwe, 3 in Silber eine blaue Schlange mit roter Zunge.
Gemeinde Erdweg In Blau über einem goldenen Zickzackbalken eine silberne romanische Kirche in Choransicht (Petersbergbasilika).
Gemeinde Haimhausen Unter blauem Schildhaupt, darin nebeneinander drei senkrechte goldene Rauten, in Silber ein schwarzer Adler.
Gemeinde Hebertshausen In Gold über blauem Wellenbalken ein blau gezungter schwarzer Steinbock.
Gemeinde Hilgertshausen-Tandern In Rot ein von Gold und Silber gespaltener Schrägfußbalken; darüber zwei abgewandte senkrechte silberne Parten mit goldenen Stielen.
Gemeinde Karlsfeld Gespalten von Grün und Gold; vorne ein silberner Rohrstängel mit zwei Blättern, hinten ein überdachter roter Ziehbrunnen mit Eimer und Kette.
Markt Markt Indersdorf Gespalten von Silber und Blau; vorne ein roter Zickzackbalken, hinten zwei abgewendete, widersehende, golden gekrönte, rot bewehrte goldene Löwen mit verschlungenen Schwänzen.
Gemeinde Odelzhausen In Blau ein roter Schrägbalken, der mit drei silbernen heraldischen Rosen mit goldenen Butzen und goldenen Kelchblättern belegt ist; rechts ein achtstrahliger goldener Stern, der mit einem silbernen Ei belegt ist.
Gemeinde Petershausen Schräglinks geteilt von Silber und Schwarz; oben ein schräglinks gestellter blauer Fisch, unten ein goldener Pflug.
Gemeinde Pfaffenhofen a.d.Glonn Geteilt von Rot und Silber; oben ein silberner Schrägbalken, darin ein schwarzer Pfeil, unten eine schräggelegte schwarze Schafschere.
Gemeinde Röhrmoos Geteilt; oben in Schwarz der Kopf eines goldenen Ebers, unten in Gold drei grüne Schilfrohre mit schwarzen Kolben.
Gemeinde Schwabhausen In Blau ein silberner Wolfsrumpf.
Gemeinde Sulzemoos In Rot zwischen einem offenen silbernen Flug, der mit einem schwarzen Balken belegt ist, ein links gewendeter silberner Abtstab, der mit einem silbernen Tatzenkreuz belegt ist.
Gemeinde Vierkirchen In Blau ein weißer Storchenrumpf mit rotem Schnabel.
Gemeinde Weichs In Silber eine eingeschweifte und aufsteigende schwarze Spitze.

## Ehemalige Gemeinden mit eigenem Wappen

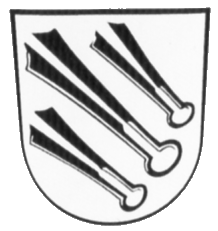
Gemeinde Eisenhofen
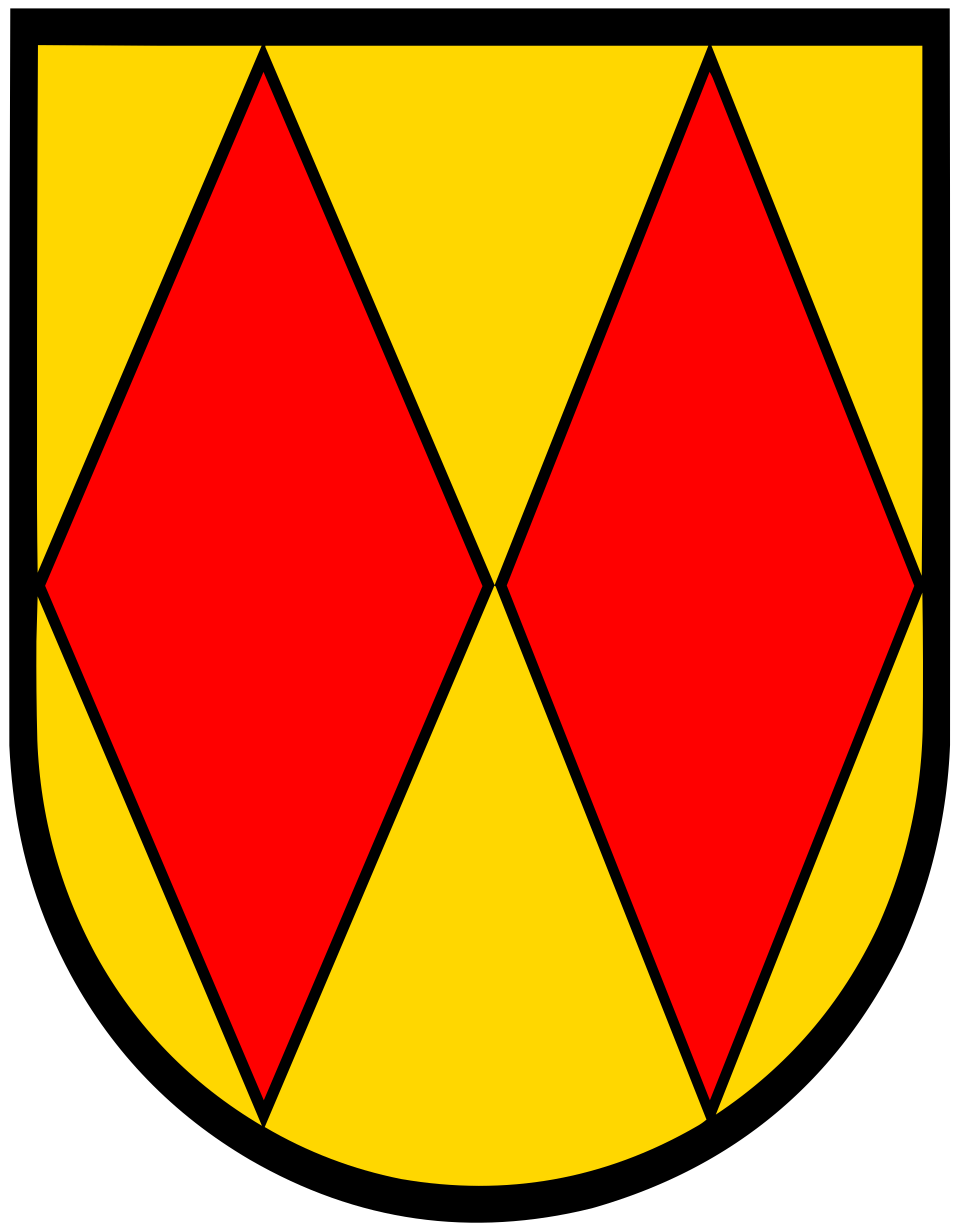
Gemeinde Giebing
Gemeinde Großberghofen (von Erdweg übernommen)
Gemeinde Großinzemoos
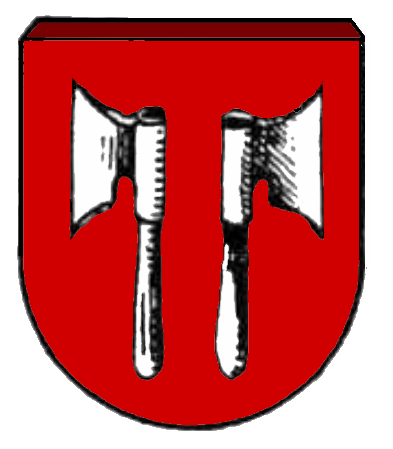
Gemeinde Hilgertshausen
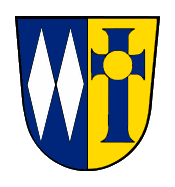
Gemeinde Hohenzell
Gemeinde Langenpettenbach
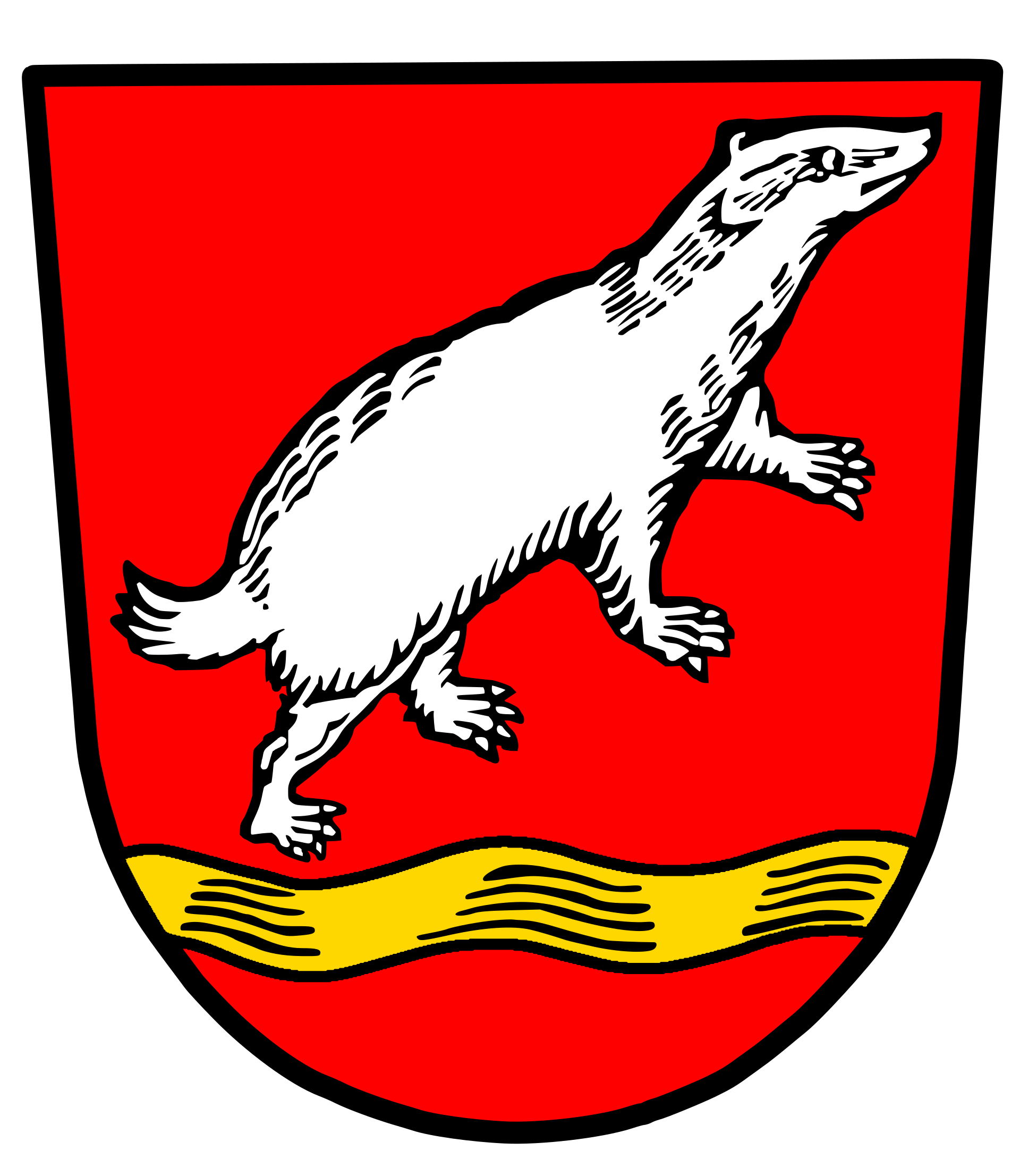
Gemeinde Pasenbach
Gemeinde Pellheim
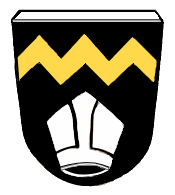
Gemeinde Rumeltshausen
Gemeinde Unterumbach (von Pfaffenhofen an der Glonn übernommen)
Gemeinde Welshofen